# Marcelino Gutiérrez del Caño
Marcelino Gutiérrez del Caño (Madrid, 1861 - València, 1922) fou un arxiver que elaborà nombroses bibliografies per a les biblioteques de Sevilla, Valladolid, Simancas, Càceres i València.
Les seues obres més rellevants sobre literatura en català foren:
- Catálogo de las obras que se custodian en la Biblioteca Universitaria de Valencia impresas o parte en valenciano, catalán, mallorquín o provenzal. (1913)
- Les Tragedies de Séneca d'Antoni de Vilaragut. Examen comparativo de dos códices de las mismas precedido de un estudio bio-bibliográfico (1914)